# Cut Sleeve Boys
Pour plus de détails, voir Fiche technique et Distribution.
Cut Sleeve Boys est une comédie britannico-hongkongaise réalisée par Ray Yeung, sortie en 2006 en Chine et en Grande-Bretagne. Il a paru en France en 2007 uniquement sous la forme de DVD.

## Synopsis
Cut Sleeve Boys raconte les mésaventures souvent cocasses de deux chinois homosexuels.

## Distribution
- Chowee Leow : Ashley Wang
- Steven Lim : Melvin Shu
- Gareth Rhys Davis : Todd Charrington
- Neil Collie : Ross Foreman
- John 'Ebon-knee' Campbell : Diane / Dan
- Mark Hampton : Gavin Chan
- Michelle Lee : Choi Lin Cheung